# Pa gyeongju

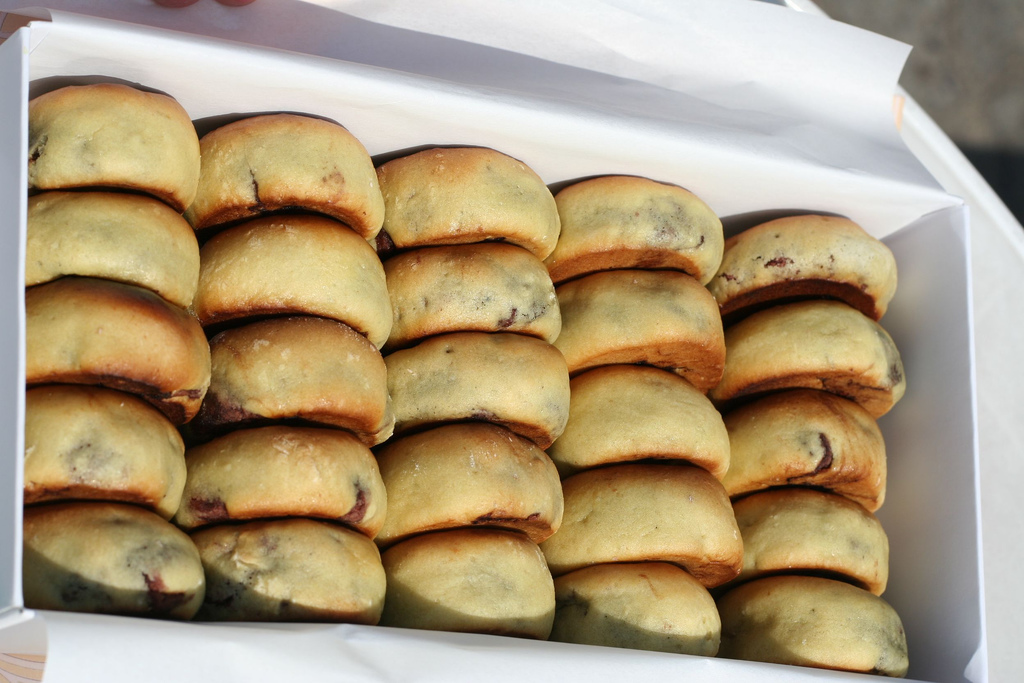
Pa gyeongju.

El pa de Gyeongju o pa gyeongju, també dit de vegades pa d'Hwangnam, és una especialitat local de la ciutat de Gyeongju (Corea del Sud). És un menut panellet amb un farciment d'anko (pasta dolça de mongeta azuki). El pa de Gyeongju va ser elaborat per primera vegada en 1939 és una fleca de Hwangnam-dong, en el centre de Gyeongju. Des de llavors s'ha fet popular en tot el país i és produïda per diverses empreses diferents, totes amb seu en Gyeongju. Es ven en molts llocs de la ciutat, i també en tendes especialitzades de tot el país.